# Armadillidium mareoticum
Armadillidium mareoticum là một loài chân đều trong họ Armadillidiidae. Loài này được Budde-Lund miêu tả khoa học năm 1885.